# حكومة توفيق أبو الهدى الثانية عشرة
حكومة توفيق أبو الهدى الثانية عشرة هي الحكومة الثلاثون من حكومات المملكة الأردنية الهاشمية. شكّل توفيق أبو الهدى الحكومة في 24 أكتوبر عام 1954م، في عهد ملك الأردن الحسين بن طلال. وقد حلّت الحكومة في 28 مايو 1955.

## قائمة الوزراء
| التسلسل | الاسم                          | المهام الوزارية                        |
| ------- | ------------------------------ | -------------------------------------- |
| 1       | دولة السيد توفيق ابوالهدى      | رئيسا للوزراء                          |
| 2       | السيد خلوصي الخيري             | وزير للاقتصاد والانشاء والتعمير        |
| 3       | السيد انسطاس حنانيا            | وزير للمالية                           |
| 4       | السيد هاشم الجيوسي             | وزير للتجارة                           |
| 5       | دولة السيد هزاع المجالي        | وزير للعدلية وقائما باعمال قاضي القضاة |
| 6       | السيد انور نسيبه               | وزير للدفاع                            |
| 7       | السيد سابا العكشه              | وزير للاشغال العامة                    |
| 8       | الدكتور مصطفى خليفه            | وزير للصحة                             |
| 9       | السيد وصفي ميرزا               | وزير للزراعة                           |
| 10      | السيد وليد عبداللطيف مصلح صلاح | وزير للخارجية والشؤون الاجتماعية       |
| 11      | السيد رياض المفلح              | وزير للداخلية                          |
| 12      | السيد ضيف الله الحمود          | وزير للبرق والبريد والطيران المدني     |